# Belisário
Flávio Belisário (em latim Flavius Belisarius; em grego: Φλάβιος Βελισάριος) (505–565) foi um general do Império Bizantino sob o imperador Justiniano I. Flávio foi fundamental nas lutas de reconquista de grande parte do território mediterrâneo, pertencente ao antigo Império Romano do Ocidente.
Uma das principais características da carreira de Belisário foi seu sucesso. Seu nome é frequentemente dado como um dos chamados "Último dos Romanos". É considerado o "punho forte" de Justiniano I, o grande imperador bizantino.
Belisário conquistou o Reino dos Vândalos durante a Guerra Vandálica, realizando tal feito em nove meses, e conquistou grande parte da Itália durante a Guerra Gótica. Ele também derrotou os exércitos vândalos na Batalha de Ad Decimum e desempenhou um papel importante em Tricamaro, obrigando o rei vândalo, Gelimero, a se render. Durante a Guerra Gótica, Belisário tomou Roma e então resistiu a grandes adversidades durante o cerco de Roma de 537.
Belisário também venceu uma importante batalha contra os sassânidas em Dara, mas foi derrotado em Calínico. Ele repeliu com sucesso uma incursão dos hunos nos Bálcãs. Belisário também era conhecido por seu engano militar; ele derrotou uma invasão persa enganando seu comandante e levantou o cerco de Arímino sem luta.

## Biografia
Belisário nasceu provavelmente em Germânia, uma cidade fortificada da qual ainda existem alguns vestígios arqueológicos, no local da atual Sapareva Banya, localizada no sudoeste da Bulgária. Nascido em uma família ilíria ou trácia que falava latim como língua materna, ele se tornou um soldado romano quando jovem, servindo como guarda-costas do imperador Justino I.
Depois de chamar a atenção de Justino como um militar inovador, ele recebeu permissão do imperador para formar um regimento de guarda-costas, que consistia em catafractários (cavalaria pesada de elite da época); posteriormente ele expandiu essa unidade como um regimento pessoal, constituído por 7 mil homens. Os guardas de Belisário formaram o núcleo de todos os exércitos que ele comandaria. Armados com lanças, arcos compostos e espatas, eles estavam totalmente blindados para o padrão de cavalaria da época. Uma unidade polivalente, os Bucelários eram capazes de atirar à distância com arcos, como os hunos, ou podiam atuar como cavalaria de choque pesada, atacando um inimigo com lança e espada. Em essência, eles combinaram os melhores e mais perigosos aspectos de ambos os maiores inimigos de Roma, os hunos e os godos.
Os seus primeiros êxitos bélicos destacaram-se nas lutas contra os persas (a quem forçou a assinar uma "Paz Eterna" depois de décadas de guerra com o Oriente Próximo) e ao sufocar uma sublevação em Constantinopla que ameaçou destronar o imperador no ano 532, a Revolta de Nica. Posteriormente, com 15 mil homens, conquistou o reino vândalo no norte da África, aprisionando o seu último rei, Gelimero. Desde lá, tomou a Sicília e passou para a península Itálica, então sob domínio ostrogodo, onde iniciou uma expedição para Norte, ocupando Ravena e aprisionando o rei Vitige.

### Guerra contra oImpério Sassânida("Guerra Iberica")
As suas primeiras campanhas militares ocorreram por volta de 526, quando, juntamente com o seu colega Sitas, liderou os seus homens numa incursão na Arménia Persa, de onde recuaram com saques substanciais e muitos prisioneiros. Uma segunda campanha na Armênia, que ocorreu pouco depois, foi um fracasso, visto que as tropas de Belisário e Sitas foram derrotadas pelas tropas sassânidas lideradas por Narses e Arácio, que, no entanto, não muito depois, mudaram para o lado bizantino. Em 527 Belisário foi nomeado duque da Mesopotâmia com sede em Dara.
Uma das suas primeiras atribuições foi construir uma fortaleza em Minduo por ordem do novo imperador Justiniano I (que sucedeu a Justino I naquele ano), mas não foi possível concluir as obras de fortificação devido à intervenção das tropas sassânidas, que derrotaram As tropas de Belisário arrasaram a fortificação. Zacarias Escolástico também fala desta batalha (que ocorreu ao norte de Nísibis), mas, junto com João Malalas, afirma que, mesmo antes desta derrota, Belisário perdeu uma batalha contra os persas em Tanurim (ao sul de Nísibis), do qual Procópio não fala. Os estudiosos acreditam que ocorreram duas batalhas distintas e que Procópio confundiu as duas batalhas, atribuindo erroneamente alguns eventos da Batalha de Tanurin à de Mindouos.
Segundo o relato de Zacarias Escolástico, o exército bizantino, colocado sob o comando de Belisário, Cutzes (irmão de Buze), Basílio, Vicente, e outros comandantes, e reforçado por aliados sarracenos liderados por Atafar, marchou pelo deserto de Thannuris ( Tanurin) para enfrentar os persas; quando os persas souberam disso, arquitetaram uma armadilha, na qual o exército bizantino caiu de cabeça, sofrendo perdas consideráveis: entrando nas trincheiras persas a toda velocidade, os bizantinos caíram nos buracos montados pelos defensores, sendo feitos prisioneiros. Cutzes foi assim morto. O comandante sarraceno Atafar também caiu na batalha enquanto tentava escapar.
Apenas os cavaleiros conseguiram escapar para Daraa com Belisário, enquanto a infantaria foi massacrada ou feita prisioneira. Dado que Procópio acusa Buzes e Cutzes de terem sido demasiado "imprudentes no confronto com o inimigo", é possível que a culpa pela derrota tenha sido atribuída sobretudo a eles, uma vez que fizeram com que os seus soldados caíssem na armadilha persa. devido à imprudência excessiva, enquanto Belisário não parece ter recebido censuras por suas ações. Zacarias Escolástico, no mesmo capítulo, escreve que Belisário era um general incorruptível e não permitiu que seu exército cometesse violência contra os camponeses; além disso, ele nos informa que na época Belisário tinha em seu encalço Salomão, um eunuco da fortaleza de Edribate, que o aconselhou.
Em 529 obteve a prestigiosa posição militar de mestre dos soldados do Oriente (comandante em chefe das forças orientais) e recebeu ordens para marchar contra os persas. Belisário, tendo preparado um exército poderoso, foi para Daraa junto com o mestre dos ofícios Hermógenes, que o ajudou na organização das tropas; aqui ele recebeu a notícia de que os persas pretendiam invadir a cidade de Daraa. Era junho de 530. O comandante persa estava tão certo de sua vitória que um dia antes da batalha enviou a Belisário uma mensagem ousada na qual pedia-lhe que preparasse seu banho para o dia seguinte, certo de que o faria. ser capaz de penetrar nas paredes. Belisário tinha antes preparado bem as defesas, tendo um fosso alto com várias saídas escavadas à volta da cidade, cujo objectivo era dificultar a mobilidade da cavalaria que constituía uma das forças do exército persa.
Belisário tinha 25 mil soldados à sua disposição e, portanto, era numericamente inferior ao exército persa, que podia contar com 40 mil homens. Também por isso, bem como de acordo com o seu credo tático, Belisário travou uma batalha principalmente defensiva, estudando nos mínimos detalhes um plano que lhe pudesse garantir a vitória com alto grau de probabilidade: o fosso foi cavado de forma a favorecer que a batalha tomasse o rumo previsto pelo general e que os movimentos dos persas fossem forçados e, portanto, previsíveis.
Depois de repelir um ataque persa inicial, a batalha entrou na sua fase decisiva no terceiro dia. Belisário previu que os persas provavelmente atacariam ao meio-dia, na esperança de encontrar o exército bizantino com a intenção de comer e, portanto, despreparado, e desta forma conseguiu frustrar o plano persa. Além disso, Belisário aceitou a sugestão do comandante dos hérulos, Faras, de esconder os hérulos atrás de uma colina para que no momento mais oportuno pudessem atacar o inimigo por trás, e esta medida revelou-se decisiva: após o primeiro equilíbrio fases do confronto, caracterizadas pelo lançamento de dardos e lanças, ocorreu o ataque surpresa dos hérulos posicionados atrás do morro, o que colocou os persas em sérias dificuldades; depois de o exército sassânida já ter perdido três mil homens, o comandante persa decidiu deslocar os Imortais (a guarda pessoal do rei persa), até então mantidos na reserva, para a ala esquerda e ordenou-lhes que atacassem a ala direita bizantina; depois de alguns sucessos iniciais, a ala esquerda persa foi posta em fuga pelos soldados que até então permaneciam ociosos dentro do fosso; o exército persa então recuou e, durante a fuga, outros cinco mil soldados persas morreram enquanto eram perseguidos pelo exército de Belisário. Belisário conseguiu assim defender a importante fortaleza de Dara do ataque inimigo.
Na primavera de 531 um exército de 15 mil cavaleiros persas liderado por Azaretes e reforçado pelos aliados lacmidas liderados pelo seu líder Alamúndaro (Alamundir), invadiu o território bizantino, mas não atravessando, como em ataques anteriores, a Mesopotâmia, mas sim Comagena : o seu objectivo era saquear as cidades sírias e sobretudo a mais importante delas, Antioquia. Belisário, após uma hesitação inicial sobre o que fazer, decidiu enfrentar o invasor à frente de um exército de 20 mil soldados, mas ao mesmo tempo não deixou de equipar as fortalezas da Mesopotâmia com guarnições adequadas para que eles não ficaria exposto, indefeso, a uma possível incursão surpresa de outro exército persa. Os persas, considerando imprudente enfrentar o exército bizantino numericamente superior em batalha, decidiram então retirar-se da área; da mesma forma, o general bizantino também considerou contrário ao seu credo tático arriscar uma batalha aberta contra um inimigo que já estava em retirada, e contentou-se em acelerar a sua retirada perseguindo-os, mas tomando cuidado para não alcançá-los.
Depois de muitos dias de caminhada, os persas haviam chegado agora perto de Calínico (atual Raca, na Síria), cidade próxima ao Eufrates, perto de cruzar o rio para retornar ao território persa; mas Belisário, que se encontrava na altura na cidade de Sura, viu-se confrontado com a insubordinação das tropas, que imprudentemente pretendiam arriscar uma batalha aberta contra um inimigo que já estava em retirada. Segundo a versão de Procópio, o líder teria tentado persuadir os seus soldados de que não era apropriado enfrentar um perigo desnecessário, dado que os persas já estavam a bater em retirada apressada e, consequentemente, "se os forçarmos contra a sua vontade abandonarem sua intenção de recuar e virem para a batalha conosco, não obteremos nenhuma vantagem se vencermos (por que, afinal, derrotar um fugitivo), enquanto se perdermos, o que pode acontecer, seremos privados da vitória que obtivemos agora, não tendo sido roubada pelo inimigo, mas tendo-a jogado fora, e além disso abandonaremos a terra do imperador aberta no futuro aos ataques do inimigo sem defensores." Os soldados, no entanto, não foram convencidos pelo discurso de Belisário, que, tendo perdido o controle de suas tropas, foi forçado a concordar com seus pedidos para entrar em confronto na batalha.
A Batalha de Calínico que se seguiu, travada no dia de Páscoa (19 de abril de 531), foi decidida a favor dos persas pela fuga do campo de batalha, após um ataque do exército persa, das tropas gassânidas que faziam parte do exército bizantino, que ele causou confusão no exército de Belisário; em pouco tempo a cavalaria, colocada em enormes dificuldades, foi forçada a fugir, deixando apenas a infantaria para lutar; este último, organizando-se numa formação particular de tartarugas (fulco), ainda conseguiu resistir aos ataques persas até o anoitecer, quando ambos os exércitos recuaram; o exército bizantino conseguiu escapar para uma ilha no Eufrates graças à previsão de Belisário, que colocou vários barcos no rio. A batalha terminou assim em derrota para os bizantinos, que, no entanto, conseguiram infligir pesadas perdas ao exército persa. As perdas sofridas durante a batalha custaram caro a Belisário e ao general persa Azaretes: o primeiro foi afastado do comando do exército oriental e chamado de volta a Constantinopla, enquanto o último, ao retornar a Ctesifonte, caiu em desgraça. com o rei persa, pois não só não conquistou nenhuma fortaleza, mas também sofreu pesadas perdas na batalha contra Belisário.
As causas da derrota sofrida residem sobretudo no facto de Belisário, ao contrário de Daraa, não ter tido possibilidade e tempo para estudar cuidadosamente o campo de batalha ou para tomar medidas que aumentassem as possibilidades de vitória, por exemplo, reduzindo o mobilidade da cavalaria persa (como fizeram com o fosso que cavaram em Dara); além disso, enquanto em Dara, Belisário, estando numa colina, estava numa posição que lhe permitia ter uma visão global do campo de batalha e do progresso da batalha e que lhe permitia dar ordens apropriadas e oportunas aos seus soldados, em Calínico ele não teve essa oportunidade. Belisário, no entanto, mais uma vez travou uma batalha principalmente defensiva.
As fontes divergem sobre as responsabilidades de Belisário: Procópio afirma que Belisário teria permanecido no campo de batalha até o final da batalha, enquanto pelo contrário João Malalas o acusa de ter fugido covardemente, abandonando a infantaria. Não se pode excluir que Procópio possa ter mentido neste ponto, para reduzir as responsabilidades de Belisário, também porque o próprio historiador de Cesareia omite convenientemente a investigação conduzida por Constancíolo. A investigação investigou as responsabilidades de Belisário pelas derrotas em Tanurim e Calínico e o general defendeu-se atribuindo a derrota em Calínico à insistência dos soldados em travar uma batalha desnecessária, versão confirmada por Hermógenes que interveio em sua defesa; Belisário acabou sendo absolvido das acusações, mas mesmo assim foi afastado do comando do exército oriental e chamado de volta a Constantinopla. A derrota sofrida, em qualquer caso, não teve efeitos negativos a longo prazo para Bizâncio, visto que os próprios vencedores persas, além de não terem conquistado nenhuma cidade, sofreram pesadas perdas. Em 532, com a estipulação da chamada "paz eterna" entre Justiniano e o novo xainxá Cosroes I, a Guerra Ibérica chegou ao fim.

### Revolta de Nica
Em 11 de janeiro de 532, ele ocupava a função de oficial quando, na inauguração dos jogos em Constantinopla, eclodiu a Revolta de Nica; inspirou-se nas rivalidades presentes entre os diferentes grupos de torcedores nas corridas de bigas do Circo. Os tumultos resultantes duraram seis dias e quase derrubaram o trono do imperador Justiniano I; os rebeldes haviam proclamado Hipácio, sobrinho do imperador Anastácio (491-518), imperador e Justiniano, agora desanimado, decidira abandonar o trono e a capital; contudo, um discurso de Teodora, em que declarou que preferia a morte ao exílio e à perda da dignidade real, foi suficiente para convencer o Imperador a não se render; ele, portanto, ordenou que Belisário e o mestre dos soldados da Ilíria reprimissem sangrentamente a revolta. O empreendimento deu certo, como contou Procópio.

### Segunda campanha persa
Em 540 d.C., Belisário, então em campanha na península Itálica, foi chamado de volta pelo imperador Justiniano, para enfrentar uma propalada ameaça persa que, na realidade, já se esboçava. Parece, porém, que foi o ciúme o motivo mais evidente dessa decisão, pois chegara aos ouvidos de Justiniano que os ostrogodos haviam feito propostas de paz baseadas na aceitação de Belisário como Imperador do Ocidente, como reconhecimento a tudo que tinha realizado.
Enquanto estava Belisário a caminho de sua pátria, Cosroes I, novo rei da Pérsia, repetiu a marcha pelo deserto já frustrada anteriormente, e conseguiu conquistar Antioquia. Tendo despojado de suas riquezas essa e outras cidades na atual Síria, aceitou a oferta de Justiniano de pagamento anual de grande quantia em troca de um novo tratado de paz. Justiniano economizou seu dinheiro, rasgando o tratado tão logo Cosroes I regressou à Pérsia e Belisário a Constantinopla. Assim, somente seus súditos saíram perdendo, como é normal no desenrolar das guerras.
Na campanha seguinte, o xá Cosroes I invadiu a Cólquida, no litoral do mar Negro, e conquistou a fortaleza bizantina de Petra. Ao mesmo tempo, Belisário chegava à fronteira oriental e tendo conhecimento de que Cosroes I partira para uma expedição distante, embora ainda não se soubesse exatamente onde, aproveitou-se imediatamente da oportunidade para uma invasão, de surpresa, ao território persa. Para aumentar o efeito dessa ação enviou seus aliados árabes a uma incursão, ao longo do rio Tigre, até a Assíria. Essa oportuna investida foi uma demonstração evidente do valor da ação indireta, visto que ameaçou a base do exército persa que invadira a Cólquida e, em consequência, obrigou Cosroes I a retornar às pressas a fim de evitar o corte de suas comunicações.
Pouco tempo depois, Belisário foi chamado de volta a Constantinopla e, desta vez, devido a perturbações internas. Durante sua ausência do Oriente, o rei persa realizara uma invasão da Palestina com o objetivo de conquistar Jerusalém, a mais rica cidade do Oriente, depois que Antioquia tinha sido destruída. Logo que esta informação foi conhecida Belisário foi enviado em socorro da Palestina. Desta vez Cosroes I dispunha de um exército muito poderoso, calculado em 200 mil homens, que não lhe permitia utilizar a rota do deserto; foi obrigado, em consequência, a subir pelo Eufrates até o interior da Síria, antes de voltar-se contra a Palestina.
Seguro do percurso que Cosroes I deveria realizar, Belisário concentrou as tropas de que dispunha, poucas mas bastante móveis, em Carquemis, no alto Eufrates, de onde poderia ameaçar o flanco da linha de penetração do invasor em seu ponto mais vulnerável, a inflexão para o sul. Quando sua presença foi comunicada a Cosroes I, este mandou um mensageiro a Belisário com o propósito ostensivo de discutir as condições para a paz, mas, na realidade, para avaliar o efetivo e o estado de espírito da força bizantina que possuía, em verdade, um décimo, ou melhor um vigésimo do efetivo do exército invasor.
Adivinhando a finalidade dessa missão, Belisário encenou uma "representação". Escolheu seus melhores homens, aí incluindo os contingentes de godos e vândalos que havia alistado a seu serviço depois de terem sido feitos prisioneiros e avançou na direção em que chegaria o enviado persa, a fim de que esse supusesse que estava sendo recebido em um posto avançado de um grande exército. Os soldados receberam instruções para que se espalhassem pela planície e se mantivessem em constante movimento de modo a aparentar maior número. Essa impressão foi intensificada pelo ar de descuidada confiança de Belisário e pelo despreocupado comportamento das tropas que assim demonstravam nada temer de um possível ataque. O relatório de seu enviado convenceu Cosroes I de que era muito arriscado prosseguir em sua invasão sob a ameaça de uma força tão formidável desdobrada no flanco de suas comunicações. Em seguida, manobrando sua cavalaria confusamente ao longo do Eufrates, Belisário iludiu os persas levando-os a executar uma retirada às pressas através do rio, de retorno à sua terra. Jamais uma invasão, potencialmente irresistível, foi mais economicamente derrotada. E esse resultado foi conseguido por ação indireta que, embora aproveitando-se de uma posição de flanco, de caráter geográfico, era puramente psicológica.

## Últimos anos
Numa segunda expedição em 548, Belisário conquistou Roma, que permaneceu em poder bizantino durante décadas. No seu regresso a Constantinopla, recebeu o título mestre dos soldados do Oriente (magister militum per Orienten) e nesse cargo ocupou-se de defender a capital do Império contra um ataque que as fontes bizantinas definiram como hunos no ano 559 – na realidade tratava-se de uma coalizão de povos eslavos e búlgaros.
Em 562 foi acusado de participar numa conspiração contra Justiniano, sendo aprisionado. Seria libertado no ano seguinte, aparentemente pela influência da sua mulher Antonina. Uma lenda, já provada como falsa, afirma que Justiniano ordenou cegá-lo.
Belisário faleceu em 565, pobre. Foi retratado pelo pintor francês Jacques-Louis David pelo menos em dois quadros.
| Cônsul do Império Romano                                                                                |                      |                                 |
| Precedido por: Imp. Caesar Flavius Petrus Sabbatius Iustinianus Augustus IV com Flavius Decius Paulinus | Flávio Belisário 535 | Sucedido por: João da Capadócia |